# Krameter
Das Krameter ist ein Gut am Faningberg/Mauterndorf in Österreich. Dieses wurde in den alten Urkunden als „Kränabeth-“ oder „Kranabetter-Gut“ bezeichnet. Seinen Namen hat es von den nahegelegenen Kramatstaudn (altes Wort für Wacholder). Im Zuge der Rodungsphase des Faningbergs im 13. Jahrhundert siedelte sich dort der erste Krameterbauer an. Im Jahr 1464 wurde das Gut das erste Mal urkundlich erwähnt. Seit dem Jahr 1662 ist es im Besitz der Familie Fingerlos, mittlerweile in der zehnten Generation.  Zum Krameter gehört auch eine Kapelle, die Krameterkapelle, und ein Getreidekasten (Getreidespeicher), der Krameterkasten.